# Liste des députés du Loiret

Localisation du département du Loiret (en rouge) sur une carte de France

La liste des députés du Loiret présente les noms des députés élus dans le département français du Loiret depuis sa création jusqu'à nos jours.
La liste des députés représentant la généralité d'Orléans, plus vaste que l'actuel département du Loiret, aux États généraux de 1789 puis à l'assemblée constituante de 1789, est également mentionnée.

## Représentants auxÉtats généraux de 1789puis à l'assemblée constituante de 1789
Dans la Généralité d'Orléans, seuls les bailliages à l'origine du département du Loiret sont détaillés.

### Bailliage d'Orléans
Les bailliages secondaires sont les suivants : Beaugency, Bois-Commun, Neuville-aux-Bois, Vitry-aux-Loges, Yenville, Yèvre-le-Châtel (12 députés).

#### Clergé
- 1. Liphard-Daniel Blandin, curé de l'église Saint-Pierre-le-Puellier d'Orléans.
- 2. Marc-Antoine Moutier, chanoine de l'église d'Orléans.
- 3. Armand-Anne-Auguste-Antonin Sicaire de Chapt de Rastignac, abbé commendataire de Saint-Mesmin.
- Suppléants : Jean-Baptiste-Florimond-Joseph de Meffray de Cesarges, abbé commendataire de Sainte-Euverte et Louis-Edme Rouÿ, curé d'Aulnay-la-Rivière.

#### Noblesse
- 4. Claude-Antoine de Beziade, marquis d'Avaray baron de Lussay, seigneur de Lelion, Courbazon et autres lieux, lieutenant général de la province d'Orléanais, maréchal de camp, grand bailli du bailliage et duché d'Orléans, juge des exempts et cas royaux, maître de la garde-robe de Monsieur, frère du roi, gouverneur des villes de Beaugency et Neufchâteau.
- 5. Jacques-Isaac Seurrat de Laboulaye, écuyer, conseiller du roi, juge magistrat au bailliage, siège présidial et châtelet d'Orléans.
- 6. François-Louis de Barville, chevalier, seigneur d'Harnoville, chevalier de Saint-Louis, lieutenant au régiment des gardes-françaises.
- Suppléants : Paul-René Dupont de Veillenne, chevalier, comte de Veillenne, seigneur de Cerqueux, paroisse de Josnes, chevalier de Saint-Louis, ancien capitaine au régiment de la Marche-Prince-infanterie ; Daniel-Prix-Germain, comte de Dufaur de Pibrac, chevalier, ancien mousquetaire de la deuxième compagnie de la garde du roi ;

Barthélemy-Gabriel Rolland, chevalier, comte de Chambaudoin, seigneur d'Erceville, Allainville, Charmont et autres lieux, président de la chambre des requêtes au parlement de Paris.

#### Tiers état
- 7. Guillaume-Anne Salomon de La Saugerie, avocat au parlement et aux sièges présidial et Châtelet d'Orléans, docteur-régent de l'Université d'Orléans.
- 8. Louis-Jean Pélerin de la Buxière, ancien médecin du roi, demeurant à Bois-Commun.
- 9. Liphard-Julien Lefort, négociant à Orléans.
- 10. Jean-Pierre-Guillaume Delahaye de Launay, « entrepreneur de manufactures » à Montmirail, près La Ferté-Bernard.
- 11. Jean-Louis Henry de Longuêve, écuyer, premier avocat du roi au bailliage, siège présidial et châtelet d'Orléans.
- 12. François-Simon Defay Boutheroue, négociant à Orléans.
- Suppléants : Amy Miron, lieutenant de police à Orléans ; Marc-Joseph de Meulle, maître particulier des eaux et forêts à Beaugency ; Étienne Joly, demeurant à Brou ; Denis Robert de Massy, avocat, bailli de Saint-Mesmin.

### Bailliage deGien
Bailliage principal sans secondaire : 4 députés.

#### Clergé
- 1. Claude-Benjamin Vallet, curé de Saint-Louis de Gien.

#### Noblesse
- 2. Edme-Lin-Clet de Rancourt de Villiers.

#### Tiers état
- 3. Jean Bazin, avocat.
- 4. Pierre Janson, avocat au bailliage de Gien.
- Suppléant : Antoine-Marie-Thomas de Gérissay, avocat.

### Bailliage deMontargis
Bailliages secondaires : Château-Renard, Lorris (4 députés)

#### Clergé
- 1. Jean-François Girard, curé-doyen de Lorris.

#### Noblesse
- 2. Louis-René-Madeleine Levassor, comte de La Touche, chevalier, seigneur de Platteville et autres lieux, chevalier de Saint Louis, membre de la société de Cincinnatus, capitaine des vaisseaux du roi, inspecteur général des canonniers auxiliaires de la marine, chancelier, chef du conseil, garde des sceaux et surintendant des maisons, domaines et finances de Mgr le duc d'Orléans, grand bailli d'épée de Montargis.
- Suppléant : Armand-Louis de Rogres de Lusignan, marquis de Champignelles, ancien lieutenant des gardes du corps du roi, maréchal de camp retraité.

#### Tiers état
- 3. Gillet de la Jaqueminière (Louis-Charles), procureur-syndic du département de Joigny.
- 4. Jacques-François Le Boys des Guays, lieutenant particulier au bailliage de Montargis.
- Suppléants : Gabriel Bazille, maire de Joigny et Timothée-Louis Raige, notaire royal et échevin à Montargis.

## Révolution française: assemblée nationale législative(1791-1792)
Neuf députés issus du Loiret y siègent.

### Députés
1. René Gastellier, docteur en médecine, maire de Montargis.
2. Louis Genty, procureur-syndic du district d'Orléans.
3. Pierre Lejeune de Bellecour, cultivateur, ancien officier de l'élection de Pithiviers.
4. Nicolas François Turpétin, procureur-syndic du district de Beaugency.
5. Michel Gentil, administrateur du directoire du département.
6. Jean Marceau Meunier, secrétaire général du département.
7. Nicolas Joseph Leboeuf, administrateur du directoire du département.
8. Jean Damien Chaufton, professeur en droit, juge de paix à Orléans.
9. Claude Jean-Baptiste Huet de Froberville, administrateur du département.

### Suppléants
1. Michel Leblond, professeur, administrateur du directoire du district d'Orléans.
2. Louis Mouroux, juge au tribunal de Gien.
3. Jean Louis Guyard, homme de loi, procureur de la commune de Montargis.

## Première République(1792-1799)

### Convention nationale(1792-1795)
Neuf députés issus du Loiret y siègent :
1. Michel Gentil, procureur syndic du district d'Orléans, ancien député à la Législative.
2. Jean Philippe Garran de Coulon, avocat à Paris, ancien député suppléant à la Constituante, ancien député de Paris à la Législative, président du tribunal de cassation.
3. Louis-Pierre-Nicolas-Marie Lepage, médecin à Montargis.
4. Bon Thomas Pellé, juge à Beaugency.
5. Pierre Lombard-Lachaux, maire d'Orléans.
6. Pierre Guérin des Marchais, homme de loi à Gien.
7. René-Louis Delagueulle de Coinces, président du tribunal d'Orléans.
8. Jean-Baptiste Louvet de Couvray, écrivain, mis hors la loi le 26 juillet 1793 est remplacé le même jour par Cosme Gaillard ; rappelé le 18 ventôse an III (8 mars 1795), et siège en même temps que son suppléant.
9. Léonard Bourdon, commissaire du conseil exécutif près la Haute-Cour. Est décrété d'accusation le 2 prairial an III (21 mai 1795) ; est enfermé à Ham, puis amnistié.

Quatre suppléants sont élus :
1. Cosme Gaillard, président du tribunal de Montargis. Remplace le 26 juillet 1793, Louvet mis hors la loi et continue à siéger à la Convention malgré le rappel de ce dernier
2. Pierre-Germain Dartonne, procureur de la commune de Gien. N'a pas siégé
3. Bordier de Neuville, administrateur du département, ancien député suppléant à la Constituante. N'a pas siégé
4. Pointo, juge de paix à Boiscommun. N'a pas siégé.

### Conseil des Cinq-Cents(1795-1799)
- Denis François Moreau de Mersan
- Louis Charles François Labbé
- Salomon Lazare Johanet
- Pierre Marie Louis Lemarcis
- Pierre Guérin des Marchais
- Michel Gentil
- Thomas-Philippe Légier
- Jean-Louis Henry de Longuève
- Louis-Charles Gillet de La Jaqueminière
- Jean Marceau Meunier
- Bon Thomas Pellé
- Jean Bazin

## ConsulatetPremier Empire(1799-1814)
- François-Joseph Souque
- Barthélémy François Rolland de Chambaudoin
- Louis Charles François Labbé
- Pierre Guérin des Marchais
- Thomas-Philippe Légier
- Aignan Louis Petit de Lafosse
- Claude Augustin Delahaye
- Noël Michel Appert
- Gatien Bouchet

## Chambre des députés des départements (1reRestauration)
- François-Joseph Souque
- Claude Augustin Delahaye
- Gatien Bouchet

## Chambre des représentants (Cent-Jours)
- Jean Rhem
- François-Joseph Souque
- Louis-Joseph Pointeau-Bazinville
- Benoît Lebrun
- Pierre François Étienne Roulx (arrondissement de Montargis)
- Pierre-Germain Dartonne (arrondissement de Gien)
- Gatien Bouchet

## Chambre des députés des départements (2eRestauration)

### Irelégislature(1815–1816)
- Charles-Alexandre-Balthazar-François-de-Paule de Baert-Duholant
- Anselme Crignon d'Ouzouer
- Alexandre-Daniel de Talleyrand-Périgord
- Jean-Louis Henry de Longuêve

### IIelégislature
- Anselme Crignon d'Ouzouer
- Alexandre Périer
- Alexandre-Daniel de Talleyrand-Périgord
- Gabriel-Jacques Laisné de Villévêque
- Jean-Louis Henry de Longuêve

### IIIelégislature
- Alexandre-Daniel de Talleyrand-Périgord
- Anselme Crignon d'Ouzouer (à partir de 1822)
- Louis Drouin de Rocheplatte
- Gabriel-Jacques Laisné de Villévêque
- Jean-Louis Henry de Longuêve

### IVelégislature
- Anselme Crignon d'Ouzouer (mort en 1826)
- Jacques Miron de l'Espinay
- Charles du Hamel de Fougeroux
- Louis Drouin de Rocheplatte
- Jean-Louis Henry de Longuêve

### Velégislature
- Alexandre Périer
- Alexandre Dugaigneau de Champvallins
- Augustin Crignon de Montigny

## Monarchie de Juillet (1830-1848)
Ce paragraphe présente la liste des députés du Loiret élus  à la chambre des députés, par législature, durant la Monarchie de Juillet.

### Ielégislature
- Alexandre Jules de La Rochefoucauld
- Gabriel-Jacques Laisné de Villévêque
- Gabriel Marie de Riccé
- Aimé Sévin-Mareau
- Augustin Crignon de Montigny
- Alexandre Périer

### IIelégislature
- Alexandre Jules de La Rochefoucauld
- Jacques de Roger
- Augustin Crignon de Montigny
- Louis Didier Jousselin

### IIIelégislature
- Alexandre Jules de La Rochefoucauld
- Jacques de Roger
- Aimé Sévin-Mareau
- Augustin Crignon de Montigny
- Agathon Jean François Fain décédé en 1836, remplacé par Nicolas Jean-Baptiste Boyard
- Gabriel-Jacques Laisné de Villévêque

### IVelégislature
- Hippolyte Lejeune de Bellecour
- Laurent Cotelle
- Jacques de Roger
- Aimé Sévin-Mareau
- Augustin Crignon de Montigny

### Velégislature
- Alphonse-Denis de Loynes
- Laurent Cotelle
- Jacques Pierre Abbatucci (ministre)
- Jacques de Roger
- Aimé Sévin-Mareau

### VIelégislature
- Alphonse-Denis de Loynes
- Laurent Cotelle
- Jacques Pierre Abbatucci (ministre)
- Jacques de Roger

### VIIelégislature
- Alphonse-Denis de Loynes
- Bénigne-Léon Le Couteulx du Molay
- Charles-Marie-Joseph-Marius de Salles
- Jacques Pierre Abbatucci (ministre)
- Jacques de Roger

## Deuxième République(1848-1852)

### Assemblée nationale constituante(1848-1849)
- François Michot-Boutet
- Émile Péan
- Victor Considerant
- Pierre François Arbey
- Louis Alexandre Martin
- Léon-Frédéric Rondeau
- Jacques Pierre Abbatucci (ministre)
- Jacques de Roger

### Assemblée nationale législative(1849-1851)
- François Michot-Boutet
- Émile Péan
- Pierre François Arbey
- Louis Alexandre Martin
- Louis Henri Hippolyte Lacave
- Jacques Pierre Abbatucci (ministre)
- Jacques de Roger, mort le 20 mai 1849
- Alphonse de Lamartine, élu le 8 juillet 1949

## Corps législatifsous leSecond Empire(1852-1870)

### IreLégislature(29/03/1852-28/11/1857)
- Alexandre Louis Marie Macdonald de Tarente (1824-1881) ;
- Henri Nogent-Saint-Laurens (1814-1882) ;
- Louis Henri Hippolyte Lacave (1792-1858).

### IIeLégislature(28/11/1857-05/11/1863)
- Alexandre Louis Marie Macdonald de Tarente (1824-1881) ;
- Henri Nogent-Saint-Laurens (1814-1882) ;
- Ernest-Henri de Grouchy (1806-1879), préfet du Gers (1849), préfet d'Eure-et-Loir (1849-1854).

### IIIeLégislature(05/11/1863-28/04/1869)
- Alexandre Louis Marie Macdonald de Tarente (1824-1881), passe au Sénat ;
- Henri Nogent-Saint-Laurens (1814-1882) ;
- Ernest-Henri de Grouchy (1806-1879).

### IVeLégislature(28/04/1869-04/09/1870)
- Adolphe Cochery (1819-1900) ;
- Eugène Vignat (1815-1895) ;
- Henri Nogent-Saint-Laurens (1814-1882).

## IIIeRépublique(1870-1940)

### Scrutin du 8 février 1871
Pas de circonscriptions : scrutin de liste départemental.
- Adolphe Cochery, Centre gauche
- Paul-Alexandre Robert de Massy (patronyme Robert de Massy), Centre gauche
- Adolphe Thiers, Centre gauche
- Henri Gabriel Pétau-Grandcourt, Centre droit
- Pierre Noël Adolphe Crespin, Centre gauche, décédé le 27 juin 1875, non remplacé
- Auguste Ernest d'Aboville, Union des droites
- Félix Dupanloup, Union des droites

### Scrutin du 2 juillet 1871
- Bernard d'Harcourt, centre droit (élection partielle, pour pourvoir au remplacement d'Adolphe Thiers, élu simultanément dans plusieurs départements et ayant opté pour celui de la Seine).

### Scrutins des 20 février-5 mars 1876
- Orléans-ville : Mesmin Florent Bernier
- Orléans-banlieue : Paul-Alexandre Robert de Massy (patronyme Robert de Massy)
- Gien : Guillaume-Amédée Devade
- Montargis : Adolphe Cochery
- Pithiviers : Jacques Charles Hyacinthe Brierre

### Scrutins des 11-14 octobre 1877
- Orléans-ville : Mesmin Florent Bernier
- Orléans-banlieue : Paul-Alexandre Robert de Massy (patronyme Robert de Massy)
- Gien : Guillaume-Amédée Devade
- Montargis : Adolphe Cochery
- Pithiviers : Jacques Charles Hyacinthe Brierre

### Scrutin du 6 avril 1879
- Orléans-banlieue : Ernest Fousset (élection partielle, pour pourvoir au remplacement de Paul-Alexandre Robert de Massy (patronyme Robert de Massy), élu sénateur).

### Scrutins des 21 août-4 septembre 1881
- Orléans-ville : Mesmin Florent Bernier
- Orléans-banlieue : Ernest Fousset
- Gien : Guillaume-Amédée Devade
- Montargis : Adolphe Cochery
- Pithiviers : Jacques Charles Hyacinthe Brierre

### Scrutins des 4-18 octobre 1885
Pas de circonscriptions : scrutins de liste départementaux.
- Mesmin Florent Bernier
- Guillaume-Amédée Devade
- Adolphe Cochery
- Ernest Fousset
- Albert Viger
- Georges Cochery

### Scrutin du 26 février 1888
- François Augère
- Fernand Rabier

(élection partielle, pour pourvoir au remplacement d'Adolphe Cochery et Ernest Fousset, élus sénateurs).

### Scrutin du 15 juillet 1888
- Guillaume Lacroix (élection partielle, pour pourvoir au remplacement de Guillaume-Amédée Devade, décédé).

### Scrutins des 22 septembre-6 octobre 1889
- Orléans I : Fernand Rabier,  Républicain radical
- Orléans II : Albert Viger,  Républicain
- Gien : Alfred Loreau, Libéral
- Montargis : Guillaume Lacroix,  Radical
- Pithiviers : Georges Cochery, Républicain

Source : journal Le Temps du 24 septembre et du 8 octobre 1889 sur Gallica,.

### Scrutin du 20 août 1893
- Orléans I : Fernand Rabier,  Radical Socialiste
- Orléans II : Albert Viger,  Républicain
- Gien : Gustave Alasseur, Républicain radical
- Montargis : Guillaume Lacroix,  Radical
- Pithiviers : Georges Cochery,  Républicain

Source : journal Le Temps du 22 août et du 5 septembre 1893 sur Gallica,.

### Scrutins des 8-22 mai 1898
- Orléans I : Fernand Rabier, Radical Socialiste
- Orléans II : Albert Viger, Républicain
- Gien : Gustave Alasseur, Républicain
- Montargis : Albert Vazeille, Radical Socialiste
- Pithiviers : Georges Cochery, Républicain

Source : journal Le Temps du 10 mai et du 24 mai 1898 sur Gallica,.

### Scrutin du 10 février 1901
- Orléans II : Louis Darblay, Républicain (Action Libérale) (élection partielle, pour pourvoir au remplacement de Albert Viger, élu sénateur).

### Scrutin du 3 mars 1901
- Gien : Ernest Guingand, Radical Socialiste (élection partielle, pour pourvoir au remplacement de Gustave Alasseur, élu sénateur).

### Scrutins des 27 avril-11 mai 1902
- Orléans I : Fernand Rabier, Radical Socialiste
- Orléans II : Louis Darblay, Républicain
- Gien : Ernest Guingand, Radical
- Montargis : Albert Vazeille, Radical Socialiste
- Pithiviers : Georges Cochery, Républicain

Source : journal Le Temps du 29 avril et du 13 mai 1902 sur Gallica,.

### Scrutins des 6-10 mai 1906
- Orléans I : Fernand Rabier, Radical Socialiste
- Orléans II : Henri Roy, Radical
- Gien : Raphaël Delaunay, Radical
- Montargis : Albert Vazeille, Radical Socialiste
- Pithiviers : Georges Cochery, Républicain

Sources : Journal Le Temps du 6 et du 22 mai 1906 sur Gallica - ,.

### Scrutins des 24 avril-8 mai 1910
- Orléans I : Fernand Rabier, Radical socialiste
- Orléans II : Henri Roy, Radical socialiste
- Gien : Gustave Alasseur, Gauche radicale
- Montargis : Albert Vazeille, Radical socialiste
- Pithiviers : Georges Cochery, Gauche radicale, Ministre des Finances

Sources : Journal Le Temps du 24 avril et du 8 mai 1910 sur Gallica - ,.

### Scrutins des 26 avril-10 mai 1914
- Orléans I : Fernand Rabier, Radical socialiste
- Orléans II : Henri Roy, Radical socialiste
- Gien : Gustave Alasseur, Radical socialiste, décédé le 3 juin 1916, non remplacé
- Montargis : René Le Brecq, Gauche démocratique
- Pithiviers : Georges Cochery, Gauche radicale, décédé le 8 août 1914, non remplacé

Sources : Journal Le Temps du 28 avril et du 12 mai 1914 sur Gallica - ,.

### Scrutin du 16 novembre 1919
Les élections législatives de 1919 furent organisées au scrutin proportionnel de liste. Elles marquèrent au niveau national la victoire du "Bloc national" de centre-droit.
Liste d'Union républicaine démocratique du Loiret
- René Le Brecq, Entente républicaine démocratique
- Louis Darblay, Entente républicaine démocratique, conseiller général, Président du syndicat des agriculteurs du Loiret
- Georges Maurisson, Entente républicaine démocratique

Liste des candidats des Républicains
- Pierre Dezarnaulds, Parti radical et radical-socialiste, Premier adjoint au maire de Gien
- Charles Roux, Parti radical et radical-socialiste, conseiller général, maire de Châteaurenard

Source : Barodet sur le site de l'Assemblée Nationale - https://bibnum.sciencespo.fr/s/catalogue/ark:/46513/sc16m2kz#?c=&m=&s=&cv=

### Scrutin du 11 mai 1924
Les élections législatives de 1924 furent organisées au scrutin proportionnel de liste. Elles marquèrent au niveau national national la victoire du "Cartel des gauches".
Liste d'Union des Gauches
- Pierre Dezarnaulds, Parti radical et radical socialiste
- Charles Roux, Parti radical et radical socialiste
- Henri Chevrier, Parti radical et radical socialiste
- Théophile Chollet, Parti radical et radical socialiste
- Eugène Frot, SFIO

Source : Barodet sur le site de l'Assemblée Nationale - https://bibnum.sciencespo.fr/s/catalogue/ark:/46513/sc16m1m0#?c=&m=&s=&cv=

### Scrutins des 22-29 avril 1928
Les élections législatives furent au scrutin d'arrondissement majoritaire à deux tours de 1928 à 1936.
- Orléans I : Maurice Auguste Berger, Démocrate populaire
- Orléans II : François Gaumet, Union républicaine démocratique
- Gien : Pierre Dezarnaulds, Radical-socialiste
- Montargis : Eugène Frot, SFIO
- Pithiviers : Henri Chevrier, Radical-socialiste

Source : Élections législatives 22-29 avril 1928 de Georges Lachapelle - https://gallica.bnf.fr/ark:/12148/bpt6k320439r.texteImage#

### Scrutins des 1er-8 mai 1932
- Orléans I : Jean Zay, Radical-socialiste
- Orléans II : Léon Pellé, Centre républicain
- Gien : Pierre Dezarnaulds, Radical-socialiste
- Montargis : Eugène Frot, SFIO
- Pithiviers : Henri Chevrier, Radical-socialiste, décédé le 24 juin 1935, remplacé par Paul Cabanis, Radical-socialiste, élu le 6 octobre 1935

### Scrutin du 29 septembre et du 6 octobre 1935
- Pithiviers : Paul Cabanis (élection partielle, pour pourvoir au remplacement de Henri Chevrier, décédé).

### Scrutins des 26 avril-3 mai 1936
- Orléans I : Jean Zay, Radical-socialiste, assassiné le 21 juin 1944 par la Milice française [15]
- Orléans II : Léon Pellé, Indépendant républicain
- Gien : Pierre Dezarnaulds, Radical-socialiste
- Montargis : Eugène Frot, Union socialiste républicaine
- Pithiviers : Paul Cabanis, Radical-socialiste, décédé le 26 février 1944

## Libération etIVeRépublique(1945-1958)

### Scrutin du 21 octobre 1945, assemblée constituante
- Pierre Gabelle (MRP)
- Albert Rigal (PCF)
- Pierre Ségelle (SFIO)
- Pierre Dezarnaulds (Radical-socialiste)
- Pierre Chevallier (UDSR)

### Scrutin du 2 juin 1946, assemblée constituante
- Pierre Gabelle (MRP)
- Albert Rigal (PCF)
- Pierre Ségelle (SFIO)
- Pierre Dezarnaulds (Radical-socialiste)
- Pierre Chevallier (UDSR)

### Scrutin du 10 novembre 1946
- Pierre Gabelle (MRP)
- Albert Rigal (PCF)
- Pierre Ségelle (SFIO)
- Pierre Dezarnaulds (Radical-socialiste)
- Pierre Chevallier (UDSR)

### Scrutin du 17 juin 1951
- Pierre Gabelle (MRP)

- Pierre de Félice (Radical-socialiste)
- Pierre Ségelle (SFIO)
- Pierre Dezarnaulds (Radical-socialiste)
- Pierre Chevallier (UDSR), puis Roger Secrétain (UDSR)

### Scrutin du 2 janvier 1956
- Pierre Gabelle (MRP)
- Pierre de Félice (Radical-socialiste)
- Pierre Ségelle (SFIO)
- Edgar Cochet (Union et fraternité française), puis Pierre Perroy (Centre national des indépendants et paysans)
- André Chène (PCF)

## VeRépublique

### Irelégislature(1958-1962)
passage à 4 circonscriptions
| Circonscription           | Député          | Parti                        | Suppléant        |
| ------------------------- | --------------- | ---------------------------- | ---------------- |
| Première circonscription  | Henri Duvillard | UNR                          | Frédéric Leblanc |
| Deuxième circonscription  | Pierre Gabelle  | MRP                          | Victor Neilz     |
| Troisième circonscription | Pierre Charié   | UNR                          | Gaston Girard    |
| Quatrième circonscription | Robert Szigeti  | Entente démocratique Radical | René Courtois    |

### IIelégislature(1962-1967)
| Circonscription           | Député          | Parti | Suppléant               |
| ------------------------- | --------------- | ----- | ----------------------- |
| Première circonscription  | Henri Duvillard | UNR   | Jean-Baptiste Chassagne |
| Deuxième circonscription  | Louis Sallé     | UNR   | François Cassegrain     |
| Troisième circonscription | Pierre Charié   | UNR   | Gaston Girard           |
| Quatrième circonscription | Xavier Deniau   | UNR   | Henri Dabard            |

### IIIelégislature(1967-1968)
| Circonscription           | Député                                       | Parti | Suppléant                                                  |
| ------------------------- | -------------------------------------------- | ----- | ---------------------------------------------------------- |
| Première circonscription  | Henri Duvillard Nommé membre du Gouvernement | UNR   | Jean-Baptiste Chassagne Député du 08/05/1967 au 30/05/1968 |
| Deuxième circonscription  | Louis Sallé                                  | UNR   | François Cassegrain                                        |
| Troisième circonscription | Pierre Charié                                | UNR   | Gaston Girard                                              |
| Quatrième circonscription | Xavier Deniau                                | UNR   | Fernand Collet                                             |

### IVelégislature(1968-1973)
| Circonscription           | Député                                       | Parti | Suppléant                                                  |
| ------------------------- | -------------------------------------------- | ----- | ---------------------------------------------------------- |
| Première circonscription  | Henri Duvillard Nommé membre du Gouvernement | UNR   | Jean-Baptiste Chassagne Député du 13/08/1968 au 01/04/1973 |
| Deuxième circonscription  | Louis Sallé                                  | UNR   | François Cassegrain                                        |
| Troisième circonscription | Pierre Charié                                | UNR   | Gaston Girard                                              |
| Quatrième circonscription | Xavier Deniau Nommé membre du Gouvernement   | UNR   | Robert Figeat Député du 07/08/1972 au 01/04/1973           |

### Velégislature(1973-1978)
| Circonscription           | Député                             | Parti | Suppléant                                        |
| ------------------------- | ---------------------------------- | ----- | ------------------------------------------------ |
| Première circonscription  | Henri Duvillard                    | UNR   | Jean-Baptiste Chassagne                          |
| Deuxième circonscription  | Louis Sallé                        | UNR   | Gaston Galloux                                   |
| Troisième circonscription | Pierre Charié Décédé le 12/03/1973 | UNR   | Gaston Girard Député du 13/03/1973 au 02/04/1978 |
| Quatrième circonscription | Xavier Deniau                      | UNR   | Robert Figeat                                    |

### VIelégislature(1978-1981)
| Circonscription           | Député              | Parti | Suppléant     |
| ------------------------- | ------------------- | ----- | ------------- |
| Première circonscription  | Jacques Douffiagues | UDF   | Pierre Lanson |
| Deuxième circonscription  | Louis Sallé         | RPR   | Pierre Grard  |
| Troisième circonscription | Gaston Girard       | RPR   | Pierre Bonnin |
| Quatrième circonscription | Xavier Deniau       | RPR   | Daniel Point  |

### VIIelégislature(1981-1986)
| Circonscription           | Député                 | Parti | Suppléant           |
| ------------------------- | ---------------------- | ----- | ------------------- |
| Première circonscription  | Jean-Pierre Sueur      | PS    | Christiane Sarrailh |
| Deuxième circonscription  | Jean-Claude Portheault | PS    | Françoise Croze     |
| Troisième circonscription | Jean-Paul Charié       | RPR   | Bernard Charpentier |
| Quatrième circonscription | Xavier Deniau          | RPR   | Daniel Point        |

### VIIIelégislature(1986-1988)
scrutin proportionnel et passage à 5 sièges
- Jacques Douffiagues (UDF-PR), nommé membre du Gouvernement, remplacé par  Antoine Carré (UDF-PR) du 2 avril 1986 au 14 mai 1988
- Jean-Pierre Sueur (PS)
- Jean-Claude Portheault (PS)
- Xavier Deniau (RPR)
- Jean-Paul Charié (RPR)

### IXelégislature(1988-1993)
scrutin majoritaire et redécoupage pour 5 sièges
| Circonscription           | Député                                         | Parti | Suppléant                                         | Parti |
| ------------------------- | ---------------------------------------------- | ----- | ------------------------------------------------- | ----- |
| Première circonscription  | Jean-Pierre Sueur Nommé membre du Gouvernement | PS    | Claude Bourdin Député du 18/06/1991 au 01/04/1993 | PS    |
| Deuxième circonscription  | Éric Doligé                                    | RPR   | Jean-Claude Penot                                 |       |
| Troisième circonscription | Jean-Pierre Lapaire                            | PS    | Jacques Daudin                                    | PS    |
| Quatrième circonscription | Xavier Deniau                                  | RPR   | Louis Briot                                       |       |
| Cinquième circonscription | Jean-Paul Charié                               | RPR   | Pierre Bauchet                                    | UDF   |

### Xelégislature(1993-1997)
| Circonscription           | Député             | Parti   | Suppléant       | Parti |
| ------------------------- | ------------------ | ------- | --------------- | ----- |
| Première circonscription  | Antoine Carré      | UDF-PR  | Alain Petitjean |       |
| Deuxième circonscription  | Éric Doligé        | RPR     | Janine Rozier   |       |
| Troisième circonscription | Jean-Louis Bernard | UDF-Rad | Gérard Lambert  | RPR   |
| Quatrième circonscription | Xavier Deniau      | RPR     | Daniel Point    |       |
| Cinquième circonscription | Jean-Paul Charié   | RPR     | Pierre Bauchet  | UDF   |

### XIelégislature(1997-2002)
| Circonscription           | Député             | Parti   | Suppléant                            | Parti |
| ------------------------- | ------------------ | ------- | ------------------------------------ | ----- |
| Première circonscription  | Antoine Carré      | UDF-PR  | Annick Courtat                       | RPR   |
| Deuxième circonscription  | Éric Doligé        | RPR     | Janine Rozier Elue Sénatrice en 2001 | -     |
| Troisième circonscription | Jean-Louis Bernard | UDF-Rad | Christian Fossier                    | -     |
| Quatrième circonscription | Xavier Deniau      | RPR     | François-Xavier Deniau               | -     |
| Cinquième circonscription | Jean-Paul Charié   | RPR     | Pierre Bauchet                       | UDF   |

### XIIelégislature(2002-2007)
| Circonscription           | Député             | Parti | Suppléant         | Parti |
| ------------------------- | ------------------ | ----- | ----------------- | ----- |
| Première circonscription  | Antoine Carré      | UMP   | Raymonde Garreau  | UMP   |
| Deuxième circonscription  | Serge Grouard      | UMP   | André Marsy       | UMP   |
| Troisième circonscription | Jean-Louis Bernard | UMP   | Claude de Ganay   | UMP   |
| Quatrième circonscription | Jean-Pierre Door   | UMP   | Christian Bouleau | UMP   |
| Cinquième circonscription | Jean-Paul Charié   | UMP   | Pierre Bauchet    | UDF   |

### XIIIelégislature(2007-2012)
| Circonscription           | Député                                | Parti | Suppléant         | Parti |
| ------------------------- | ------------------------------------- | ----- | ----------------- | ----- |
| Première circonscription  | Olivier Carré                         | UMP   | Raymonde Garreau  | UMP   |
| Deuxième circonscription  | Serge Grouard                         | UMP   | Christiane Duro   | UMP   |
| Troisième circonscription | Jean-Louis Bernard                    | UMP   | Claude de Ganay   | UMP   |
| Quatrième circonscription | Jean-Pierre Door                      | UMP   | Christian Bouleau | UMP   |
| Cinquième circonscription | Jean-Paul Charié puis Marianne Dubois | UMP   | Marianne Dubois   | UMP   |

### XIVelégislature(2012-2017)
| Circ. | Identité         | Parti | Parti | Suppléant           |
| ----- | ---------------- | ----- | ----- | ------------------- |
| 1re   | Olivier Carré    |       | UMP   | Shiva Chauvière     |
| 2e    | Serge Grouard    |       | UMP   | Nicole Pinsard      |
| 3e    | Claude de Ganay  |       | UMP   | Nadine Quaix        |
| 4e    | Jean-Pierre Door |       | UMP   | Frédéric Néraud     |
| 5e    | Marianne Dubois  |       | UMP   | Pierre Bauchet      |
| 6e    | Valérie Corre    |       | PS    | Christophe Lavialle |

### XVelégislature(2017-2022)
| Circ. | Identité         | Parti | Parti | Suppléant               |
| ----- | ---------------- | ----- | ----- | ----------------------- |
| 1re   | Stéphanie Rist   |       | REM   | Alain Herraux           |
| 2e    | Caroline Janvier |       | REM   | Éric Lepêcheur          |
| 3e    | Claude de Ganay  |       | LR    | Nadine Quaix            |
| 4e    | Jean-Pierre Door |       | LR    | Frédéric Néraud         |
| 5e    | Marianne Dubois  |       | LR    | Maxime Buizard Blondeau |
| 6e    | Richard Ramos    |       | MoDem | Karine Prigent          |

### XVIelégislature(2022-2024)
| Circ. | Identité         | Parti | Parti | Suppléant           |
| ----- | ---------------- | ----- | ----- | ------------------- |
| 1re   | Stéphanie Rist   |       | RE    | Romuald Genty       |
| 2e    | Caroline Janvier |       | RE    | Eric Lepêcheur      |
| 3e    | Mathilde Paris   |       | RN    | Jany Marot          |
| 4e    | Thomas Ménagé    |       | RN    | Frédéric Sauvegrain |
| 5e    | Anthony Brosse   |       | RE    | Sandra Diniz        |
| 6e    | Richard Ramos    |       | MoDem | Florence Galzin     |

### XVIIelégislature(2024-2029)
| Circ. | Identité             | Parti | Parti         | Suppléant                   |
| ----- | -------------------- | ----- | ------------- | --------------------------- |
| 1re   | Stéphanie Rist       |       | RE            | Stéphane Chouin             |
| 2e    | Emmanuel Duplessy    |       | G.s           | Sylvie Dubois               |
| 3e    | Constance de Pélichy |       | Divers droite | Didier Boulogne             |
| 4e    | Thomas Ménagé        |       | RN            | Frédéric Sauvegrain         |
| 5e    | Anthony Brosse       |       | RE            | Sandra Diniz                |
| 6e    | Richard Ramos        |       | MoDem         | Clémentine Cailleteau-Crucy |